# 마일로 (소니)
마일로(Mylo)는 "마이 라이프 온라인"(My Life Online)의 약자로, 소니가 인스턴트 메신저 및 오페라 웹 브라우저를 사용한 인터넷 웹사이트 탐색과 같은 기타 인터넷 기반 통신 및 미디어 파일 재생 및 공유를 위해 만들고 판매한 주머니 크기의 휴대용 장치이다. 2006년에 출시된 마일로는 QWERTY 키보드가 나타나도록 위로 슬라이드되는 화면을 가지고 있었다. 이 크기와 기능을 가진 장치에 일반적으로 사용되는 GSM, CDMA 또는 3세대 이동 통신 이동 통신망 대신 와이파이를 사용하여 연결 비용을 줄인 마일로는 18세에서 24세 사이의 연령층을 대상으로 했다. 개선된 모델은 2008년에 출시되었다.

## 역사 및 디자인
Mylo COM–1
소니 마일로의 첫 번째 버전은 2006년 9월 15일에 출시되었으며, 1 GB의 온보드 플래시 메모리와 메모리 스틱 PRO 듀오 확장 슬롯을 포함한다.
마일로는 두께가 23.9 mm (15⁄16 in), 폭이 123 mm (4 7⁄8 in), 높이가 63 mm (2 1⁄2 in)이고, 6.1 cm (2.4 in) QVGA (320 × 240) LCD 화면을 장착했다. T-Mobile Sidekick과 유사한 형태 요소로 가로 모드로 잡고 슬라이드식 QWERTY 자판 키보드를 가지고 있다. 초기 모델 색상은 광택 있는 검정과 흰색이었다.
Mylo COM–2
2008년 1월 6일, 라스베이거스 CES 2008에서 소니 마일로의 두 번째 버전이 발표되었다. 이 버전은 PSP 기술을 기반으로 하며 AIM, 터치스크린, 카메라를 포함한다. 인터넷 브라우저는 오페라에서 넷프론트로 변경되었다. 유튜브 동영상과 같은 플래시 콘텐츠를 보고 플래시 기반 게임을 플레이하기 위해 어도비 플래시를 지원했다. 마일로 COM–2는 음악 및 비디오 재생에 사용할 수 있는 1GB 플래시 메모리를 가지고 있었다. 검정색과 흰색 두 가지 색상이 가능했다. 마일로 COM–2는 무선 G 연결 기능을 갖추고 있었다. 키보드도 백라이트가 있었다. 시스템 소프트웨어 버전 1.201은 비디오 녹화 지원이 추가되었다. 마일로 COM–2는 2008년 1월 25일 SonyStyle.com에서 $299에 출시되었다. 연휴 시즌 전에 $199로 가격이 인하되었고 판매 부진으로 인해 빠르게 생산 중단되었다.

## 소프트웨어

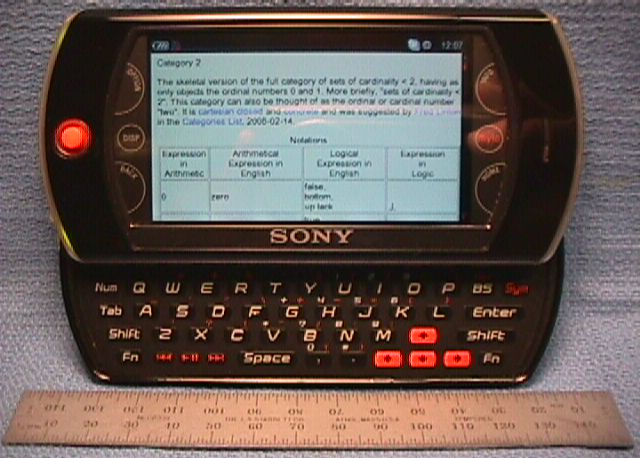
Mylo COM-2. 강철 자의 길이는 15cm이다.

마일로의 소프트웨어 애플리케이션 메뉴는 기능별로 그룹화되어 있다.
통신
메인 메뉴 그룹의 다음 애플리케이션은 와이파이 연결을 사용한다:
- AIM. AOL 인스턴트 메신저 (COM–2만 해당)
- 스카이프. 다음 기능을 포함한다: 다이얼 (스카이프 to 전화), 통화 (스카이프 to 스카이프), 채팅 (인스턴트 메시징), 파일 보내기 (및 받기). 또한 (전화 to 스카이프) 수신도 가능하다.
- 구글 토크. 구글 토크 및 XMPP 연락처와 문자 채팅 (인스턴트 메시징) 기능을 제공한다. Gmail (WAP 버전) 링크가 포함되어 있다.
- Yahoo! 메신저. 문자 메시징 애플리케이션에는 Yahoo! 메일 (WAP 버전) 링크도 포함되어 있다.
- 애드혹 애플리케이션. 이 피어 투 피어는 마일로가 다른 마일로에게 재생 목록을 공유하고 노래를 직접 스트리밍할 수 있게 해준다.[5]
- 휴대폰으로 문자(SMS) 메시지를 보내거나 받는 데 네이티브로 사용할 수 없다. 이는 메신저 및 웹 전용이다.

웹
COM–1. 오페라 웹 브라우저는 작은 화면(320x240)의 한계를 최소화하는 데 도움이 되는 여러 구성을 허용한다. 여기에는 확대/축소(%), 텍스트 크기(작음, 보통, 큼) 및 보기 모드(보통 또는 화면 맞춤)가 포함된다.
COM–2. 넷프론트는 마일로 COM–2와 함께 제공되는 웹 브라우저이며 플래시 라이트를 지원한다.
미디어
COM–1. 플레이어는 MP3, WMA(보안 및 비보안) 및 ATRAC 3 오디오 형식을 지원한다. 이미지 뷰어는 JPG, PNG 및 비트맵 형식을 지원한다. 비디오 플레이어는 MPEG-4/AAC 비디오 형식을 지원한다. 텍스트 애플리케이션은 간단한 텍스트 편집기이다.
COM–2. 플레이어는 MP3, WMA(보안 및 비보안), AAC(DRM 없음) 및 ATRAC3 형식을 지원한다. 이미지 뷰어는 JPEG, PNG 및 BMP 형식을 지원한다. 비디오 플레이어는 MPEG-4/AAC 심플 프로필 및 MPEG-4/AAC AVC H.264 베이스라인 프로필을 지원한다. 또한 2008년 4월에 출시된 펌웨어 버전 1.101부터 WMV를 지원한다.
두 모델 모두 윈도우 미디어 오디오 및 적응형 변환 음향 코딩 3의 DRM 콘텐츠는 내부 1GB 메모리로 제한된다. 매직 게이트를 사용할 수 없으므로 메모리 스틱을 통한 DRM 재생은 불가능하며, 현재 메모리 스틱에서는 윈도우 미디어 DRM이 불가능하다.
도구
- 이 메뉴 그룹의 유틸리티에는 와이파이 구성을 관리하는 연결 관리자, 파일 관리자, 펌웨어 시스템 업데이트 도구가 포함된다.

## 연결
USB 모드 구성이 기본값(MSC)으로 설정되면 마일로는 USB 대용량 저장 장치 역할을 한다. 그런 다음 포함된 SonicStage 소프트웨어 또는 파일 관리자를 사용하여 끌어다 놓는 방식으로 PC에서 음악 및 기타 파일을 전송할 수 있다. USB 모드가 MTP로 설정되면 WMP 10을 통해 오디오 파일을 동기화할 수 있다. USB로 연결된 동안 마일로 화면에는 현재 사용 중인 USB 모드가 표시되며 실행 중이던 모든 프로그램이 일시 중지된다.
802.11b 와이파이 연결은 무선 LAN 슬라이더 버튼을 사용하거나 마일로의 인터넷 애플리케이션(예: 스카이프, 야후! 메신저, 구글 토크, 오페라) 중 하나가 네트워크에 액세스하려고 시도하고 인프라 모드 와이파이 연결이 아직 설정되지 않았을 때 자동으로 시작된다. 와이파이 모드는 애드혹 애플리케이션 사용을 활성화하기 위해 애드혹 모드로 전환할 수 있다. 장치는 이동 중에 있는 사람들을 대상으로 판매되지만, 마일로에는 다른 무선 통신사 지원 모바일 장치와 쉽게 연결할 수 있는 일반적으로 사용되는 블루투스 기능이 없다.
COM-1 모델 소유자는 첫 해에는 모든 T-Mobile 핫스팟에 액세스할 수 있다. COM–2 모델 소유자는 2010년 12월 31일까지 전국 10,000개 이상의 Wayport 핫스팟 위치에 액세스할 수 있다. 이 위치 중 9,000개 이상은 맥도날드 레스토랑이다.

## 마일로 모델
| 모델 (및 세대) | 모델 (및 세대) | 이미지     | 용량 | 도입된 변경 사항                         | 연결                | 원본 출시일 | 출시 가격 (US$) |
| -------------- | -------------- | ---------- | ---- | ---------------------------------------- | ------------------- | ----------- | --------------- |
| COM–1          | 1G             | Mylo Com-1 | 1 GB | 첫 번째 출시. 흰색 또는 검은색으로 제공. | USB, 와이파이 (b)   | 2006년 9월  | $349.99         |
| COM–2          | 2G             | Mylo Com-2 | 1 GB | 두 번째 출시. 흰색 또는 검은색으로 제공. | USB, 와이파이 (b/g) | 2008년 2월  | $299.99         |

## 사양
프로세서: Freescale i.MX21 (COM–1용)
장치로서 마일로 COM–1은 2.4인치 320x240 LCD 디스플레이, 400MB 플래시 메모리(4GB까지 업그레이드 가능), 미니 USB 연결, 메모리 스틱 듀오 슬롯, 통합 802.11b 무선 네트워킹(WEP 및 WPA-PSK 보안 지원), 리튬 이온 배터리(최대 45시간 음악 재생, 8시간 비디오 시간, 최대 76시간 VoIP 통화 시간 제공)를 갖추고 있다. AC 어댑터와 함께 충전 또는 "유선"으로 실행하기 위한 DC 입력, 10핀 헤드폰/마이크 인터페이스(어댑터 포함), 메시지 작성을 위한 슬라이드식 QWERTY 자판 키보드, 배터리 포함 총 중량 약 157 그램 (5.5 온스)이 추가된다.

## 같이 보기
- 플레이스테이션 포터블